# Cape Corse
Cape Corse fou una fortalesa colonial establerta a la Costa d'Or al segle xvi i rebatejada Cape Coast pels anglesos després del 1667.
Els portuguesos i van fundar un establiment comercial al segle xvi (la data exacta no és coneguda) amb el nom de Cabo Corso. La data de fundació del fort és de 1650, i fou obra dels holandesos que van arrabassar la zona als portuguesos. El 1650 els suecs van rebre autorització del rei Bredewa (o Bredeva) d'Efutu, per construir una fortalesa que es va anomenar Fort Carolusburg; els suecs es van apoderar del fort holandès de Cape Corse el 1652 i el van ampliar a partir del 1653; primer fou una construcció en fusta i després en pedra, amb el nom de Carolusburg. A la vora d'aquest establiment els anglesos havien construït el 1631 un establiment anomenat Fort Cormatin (apareix també com Kormatin o Cormatine) que pertanyia a la Companyia Anglesa de Guinea (fundada el 1618) juntament amb un altre establiment anomenat Komenda, operant amb uns 15 vaixells.
Durant les Guerres del Nord, abans del 1660 Cape Corse va caure en mans dels anglesos; el 1660 els holandesos la van recuperar però els anglesos van iniciar immediatament la reconquesta: Jaume duc de York, president de la Companyia d'Aventurers Reials Comerciant a Àfrica va enviar a l'almirall Robert Holmes amb quatre fragates i amb ordres d'exercir represàlies. Holmes va intimar als holandesos a alguns dels seus forts, i el conflicte va seguir entre les flotes anglesa i holandesa, i finalment Holmes va ocupar el Fort Jakob i altres possessions del riu Gàmbia que de fet pertanyien al ducat de Curlàndia però havien caigut en mans dels holandesos si bé havien estat ja retornades (19 de març de 1661) i el va rebatejar fort James (del nom del duc de York).
Però Cape Corse no la va poder recuperar fins a una segona expedició el 1663: en aquest any en un dels vaixells holandesos capturats es van trobar instruccions ordenant al comandant holandès conquerir el fort anglès de Carmantin; al saber això els britànics van ocupar les dues fortaleses holandeses de l'illa de Gorée (Fort Nassau i Fort Orange) i van capturar al vaixell holandès Crocodile i dos altres (el Visch Korf i el Vischer) que foren enviats a Sierra Leone; llavors els anglesos van atacar el fort de Sant Jordi d'Elmina, un dels principals forts holandesos a la regió, però foren rebutjats i en el seu lloc van decidir atacar el castell de Cape Corse, que tot i la seva posició estratègica, va caure a les seves mans amb certa facilitat, seguint després altres fortaleses menors.
El suecs per la seva banda van perdre Fort Carolusburg el 20 d'abril de 1663, a mans dels danesos, que en les següents setmanes es van apoderar d'altres establiments de la Costa d'Or que foren integrats a la Costa d'Or Danesa (Guinea Danesa). La veïna fortalesa de Cape Corse, en mans angleses, fou reconstruïda pels anglesos i engrandida pel Comitè de Mercaders que conformaven els accionistes de la Companyia d'Aventurers Reials a l'Àfrica
Els atacs de l'almirall holandes Ruyter el 1664 no van afectar Cape Corse i Chama, però si que va conquerir els forts de Cormantin (Cormantine, Kormantin) i Taccarada i com que Holanda no els va voler retornar (1665) va esclatar formalment la guerra que va continuar fins al tractat de Breda de 1667 quan un article del tractat reconeixia als holandesos Comantin (Cormantine) i Taccarada, mentre deixava als anglesos Cape Corse, que fou reanomenada Cape Coast. Una població (Cape Coast) va anar sorgint a la rodalia de la fortalesa i el 1844 serà la seu del govern colonial britànic de la Costa d'Or.